# NGC 3324
NGC 3324 é um aglomerado aberto com nebulosa na direção da constelação de Carina. O objeto foi descoberto pelo astrônomo James Dunlop em 1826, usando um telescópio refletor com abertura de 9 polegadas. Está localizado a noroeste da Nebulosa de Carina (NGC 3372)  a uma distância de 7.560  al (2.317  pc ) da Terra.  Ela está intimamente associada à nebulosa de emissão IC 2599 , também conhecida como Gum 31 .  Os dois são frequentemente confundidos como um único objeto, e juntos foram apelidados de "Nebulosa de Gabriela Mistral" devido à sua semelhança com o poeta chileno. 